# Erikub
Erikub, auch Erikup, Eregub, Ādkup Ãdkup oder Tschitschagow, ist ein unbewohntes Atoll der Ratak-Kette der Marshallinseln. Das Atoll hat eine Landfläche von 1,53 km², die eine Lagune von 230 km² umschließt. Das Atoll liegt nur 8,6 km südlich des benachbarten Atoll Wotje. Die nächstgelegenen Inseln der beiden Atolle sind 11 km voneinander entfernt. Die höchste Erhebung des Atolls liegt 9 m über dem Meeresspiegel. Auf dem Eiland wachsen Kokospalmen.
Die größte der 14 Inseln ist Bokanaik (Bwokwanaik) mit einer Fläche von 42 Hektar, gefolgt von Erikub (Ãdkup) mit 29 Hektar, beide im Süden des Atolls. Erikub ist weitgehend mit Kokospalmen bepflanzt, während die übrigen Inseln meist unkultiviert sind. Das Atoll wird von den Bewohnern Wotjes zur Kopraernte aufgesucht.
Die Inseln in der Reihenfolge des Uhrzeigersinns, beginnend im Norden:
- Jabonwar
- Aradojairen
- Aradojairik
- Guro
- Jeldoni
- Bogweido
- Bogella
- Jogan
- Bokku (Bok)
- Bogengoa (Bokan-koak)
- Bwokwanaik (Bokanaik)
- Erikub (Ãdkup)
- Loj
- Enego